# KitKatClub
KitKatClub je techno klub v Berlíně v Německu.

## Koncept
Klub je známý vysokou mírou sexuální permisivity. Vstup do klubu je sledován vyhazovači a jejich činnost je považována za velmi přísnou. To znamená, že značný počet hostů je odmítnut, zejména pokud není dodržen vyhlášený dress code.
Klub získal celostátní věhlas zejména díky akci CarneBall Bizarre - KitKatClubnacht, která se koná pravidelně v sobotu. Na této party jsou velmi časté fetišistické kostýmy a částečná nebo úplná nahota. Heterosexuální i homosexuální sex je mezi účastníky poměrně otevřeně praktikován a akceptován, stejně jako masturbace. To někdy vytváří mylnou představu, že se jedná o swingers klub, což není pravda. Ve skutečnosti převažuje obvyklý ruch techno klubu, kde se hraje elektronická hudba jako trance a house. KitKatClubnacht plynule přechází v neděli od osmi hodin ráno na afterhour party až do šesti hodin večer, kde už není tak přísný dress code a kde je podle provozovatelů nejdéle fungující afterhour ve městě.
V letech 2018 a 2019 se v KitKatClubu konala vždy jedna akce German Fetish Ball. Pro homosexuály se jednou měsíčně v KitKatClubu koná Revolver Party. Kromě toho se jednou ročně koná Hustlaball společně se známými pornoherci.

## Název
Pojmenování klubu bylo inspirováno legendárním klubem Kit Kat z muzikálu Kabaret v Berlíně z období 1920 až 1930. Záměrem bylo vzkřísit provokativní, drásavou a výjimečnou atmosféru klubu z muzikálu s jeho permisivním akčním uměním současným způsobem.

## Historie
Zakladatele, rodáka z Korutan Simona Thaura a jeho partnerku Kirsten Krüger, ovlivnila atmosféra večírků na pláži Sunrise Beach v Goa na konci osmdesátých let 20. století a sexuální možnosti v různých sadomasochistických klubech. Kirsten Krügerová je v klubu od začátku vyhazovačkou.

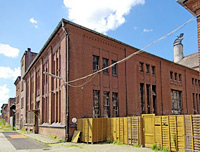
Bessemerstraße, dřívější sídlo klubu

- V březnu 1994 začali provozovatelé jednou za čtrnáct dní navštěvovat klub Turbine v Glogauer Straße. Vznikající úspěch později vedl po zastávce ve Vereinsheimu k převzetí Turbine a přejmenování klubového provozu na Kit Kat Club. Tehdy, stejně jako dnes, platilo heslo: Dělej si, co chceš, ale zůstaň v kontaktu! Legendární scénou byl Crisco Club pro homosexuály a nedělní odpolední Freak Show (dnes Piep Show). Turbína se stala příliš malou a v roce 1999 se přestěhovala do divadla Metropol na Nollendorfplatz. Od roku 2001 sídlil klub v budově Malzfabrik Schöneberg. Od července 2007 se KitKatClub nachází v prostorách Sage nad stanicí metra Heinrich-Heine-Straße v Mitte.[6]

KitKatClub je známý daleko za hranicemi Berlína a Německa. Byla dějištěm mnoha televizních reportáží. Důležitou součástí výjimečné atmosféry se stalo umění černého světla (UV-A záření). V letech 1995–2014 maloval berlínský umělec Der Träumer pro klub eroticko-psychedelické obrazy a utvářel tak pestrý vizuální design večírků. Jako odnož klubu se večírky konají v Kolíně nad Rýnem a Karlsruhe v nepravidelných intervalech zhruba 2 až 3 měsíců. V Kolíně nad Rýnem se večírek původně konal v Alte Wartesaal a v současnosti (2017) se koná v diskotéce Bootshaus.

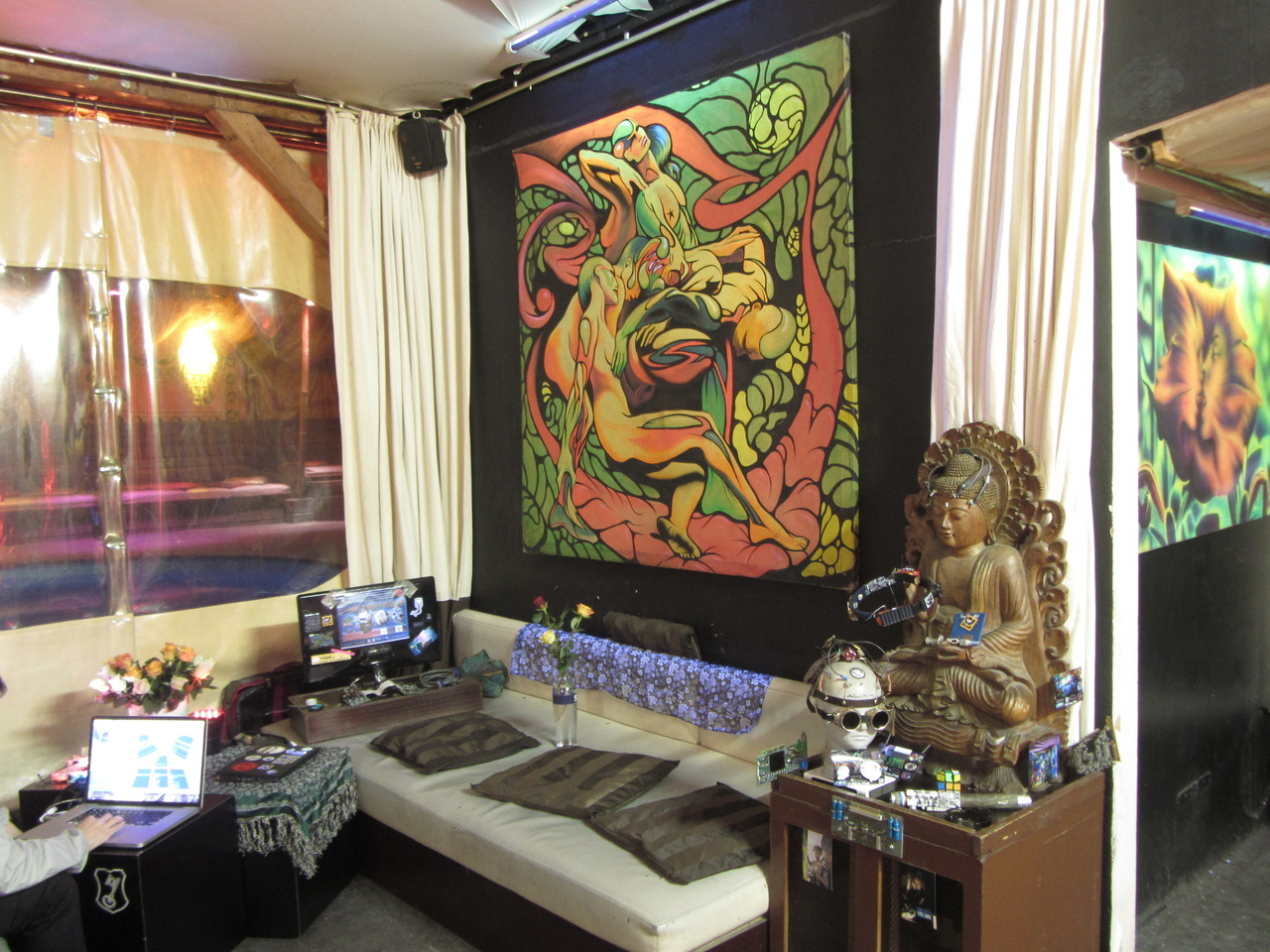
Interiér

Dne 1. března 2014 oslavil KitKatClub Berlín 20. výročí svého založení. Vigor Calma napsal knihu o prvních letech KitKatu a vydal ji pod stejným názvem KitKatClub. V roce 2019 vyšlo nové vydání románu pod názvem Opojení v Berlíně.
V listopadu 2019 se objevily zprávy, že společnosti Sage a KitKatClub budou muset budovu na rohu ulic Köpenick a Brückenstraße opustit do června 2020, protože jim byla vypovězena smlouva. Tyto zprávy se však ukázaly jako neúplné, protože se týkaly pouze nájemní smlouvy mezi pronajímatelem a provozovatelem společnosti Sage, který prostory dále pronajímal provozovatelům KitKatClubu. Mezitím se však provozovatelé KitKatClubu rozhodli pro přímý nájem s pronajímatelem.
KitKatClub je prvním berlínským klubem, který od svého uzavření během pandemie covidu-19 vysílá živě audio a video stream z prostor v Berlíně-Mitte a přidružených lokalit. Stránky nabízejí možnost podpořit další existenci klubu prostřednictvím darů a nákupů.
Od prosince 2020 funguje ve vstupním prostoru testovací centrum Corona, které nabízí bezplatné testy pro občany a placené PCR testy pro cestovní osvědčení.

## Carneval Erotica
KitKatClub si získal politickou pozornost v roce 2001 jako hlavní organizátor techno demonstrace Carneval Erotica. Tato demonstrace se mimo jiné zasazovala o reformu zákona o restauracích z roku 1920, sexuální liberalizaci a pozitivní vztah k hédonismu. Letáky jednotlivých protidemonstrantů varovaiy před volným sexem jako razítkem na listině našeho pádu. Ve veřejných prohlášeních vyjádřila Carneval Erotica solidaritu s Fuckparade, která byla zakázána ve stejný den. Demonstrace se konala 14. července 2001 a pohybovala se po Kurfürstendammu za účasti blíže neurčeného počtu účastníků a několika desítek tisíc diváků. Po první akci Úřad pro veřejný pořádek žádnou další Carneval Erotica neschválil. 